# Gros-Horloge
Le Gros-Horloge est l'un des monuments emblématiques de la ville de Rouen. La construction, accolée à un beffroi, est constituée d'une arche Renaissance enjambant la rue du Gros-Horloge surmontée d'une horloge astronomique du XIVe siècle.
Le Gros-Horloge fait l’objet d’un classement au titre des monuments historiques par la liste de 1862.

## Le beffroi
Au sud du Gros-Horloge se trouve un beffroi datant des XIVe et XVe siècles, ce qui explique les baies au remplage gothique rayonnant de l'avant-dernier niveau et gothique flamboyant du dernier. À l'origine, une flèche en charpente couronnait l'ensemble, mais on lui a préféré, à l'époque moderne, une coupole de style classique. 
Il remplace un beffroi plus ancien, qui a été rasé après la révolte de la Harelle (1382), assorti d'une interdiction pour les Rouennais d'en faire construire un nouveau, mais, passant outre, sous le prétexte de bâtir une tour d'horloge et non plus un beffroi, les habitants l'ont réédifié en 1398[réf. nécessaire].
Il abrite dès l'origine le mécanisme du Gros-Horloge ainsi que les cloches sur lesquelles il sonne. Le mécanisme d'horlogerie est l'un des plus anciens de France : le mouvement en a été fabriqué en 1389. L'horloge elle-même a été installée durant la même année. Les cloches et le mécanisme d'horlogerie à l'intérieur du beffroi, opposés aux clochers des églises traduisent la lutte d'influence sur la maîtrise du temps entre les autorités civiles et religieuses[réf. souhaitée].

## L'horloge
Au XVe siècle, la porte Massacre forme une arche au-dessus de la rue du Gros-Horloge, surmontée d'une construction à pans de bois qui accueille de chaque côté les cadrans d'une horloge mise en place en 1410[réf. nécessaire]
Les deux façades de l'horloge actuelle sont issues d'une reconstruction postérieure d'époque Renaissance et représentent un soleil doré de 24 rayons sur un fond bleu étoilé ; le cadran mesure 2,50 mètres de diamètre.
Une aiguille unique, au bout de laquelle est représenté un agneau, pointe l'heure. Les phases de la lune sont indiquées dans l'oculus de la partie supérieure du cadran par une sphère de 30 cm de diamètre. Cette dernière effectue une rotation complète en 29 jours. Il apparaît aussi un « semainier » à l'intérieur d'une ouverture pratiquée à la base du cadran. Celui-ci est décoré de sujets allégoriques tirés par un char : la Lune en Diane tenant un arc, tirée par des cerfs, accompagnée de chasseurs (associée au signe astrologique du Cancer)  pour le lundi, Mars en armure, tiré par des loups, accompagné de guerriers (associé au Bélier et au Scorpion) pour le mardi, Mercure au caducée et chapeau ailé, tiré par des coqs, accompagné de maçons, de peintres et de commerçants (Gémeaux et Vierge) pour le mercredi, Jupiter tenant son foudre, tiré par des aigles, accompagné d'un cardinal, de docteurs et de moines (Poissons et Sagittaire) pour le jeudi, Vénus, nue, tiré par des cygnes, accompagnée par des musiciens et des amoureux (Taureau et Balance) pour le vendredi, Saturne dévorant un de ses fils, tiré par des griffons, accompagné de moissonneurs et de vendangeurs (Capricorne et Verseau) pour le samedi et Apollon tenant l'arc, tiré par des chevaux, accompagné de cavaliers, de cardinaux et d'évêques (Lion) pour le dimanche. 
L'horloge est restaurée de 1889 à 1893 par Louis Sauvageot.
Le fonctionnement de l'ensemble du mécanisme est assuré par l'électricité depuis les années 1920, alors que le mouvement mécanique est en parfait état de marche.
Restauré à partir de 1997, mis en lumière en 2003, le lieu a été rouvert au public en décembre 2006.

Fermé au public à partir de novembre 2023 pour des travaux de restauration et de remplacement de pièces en bois au niveau du dôme du beffroi, le Gros-Horloge rouvre ses portes en mars 2024.

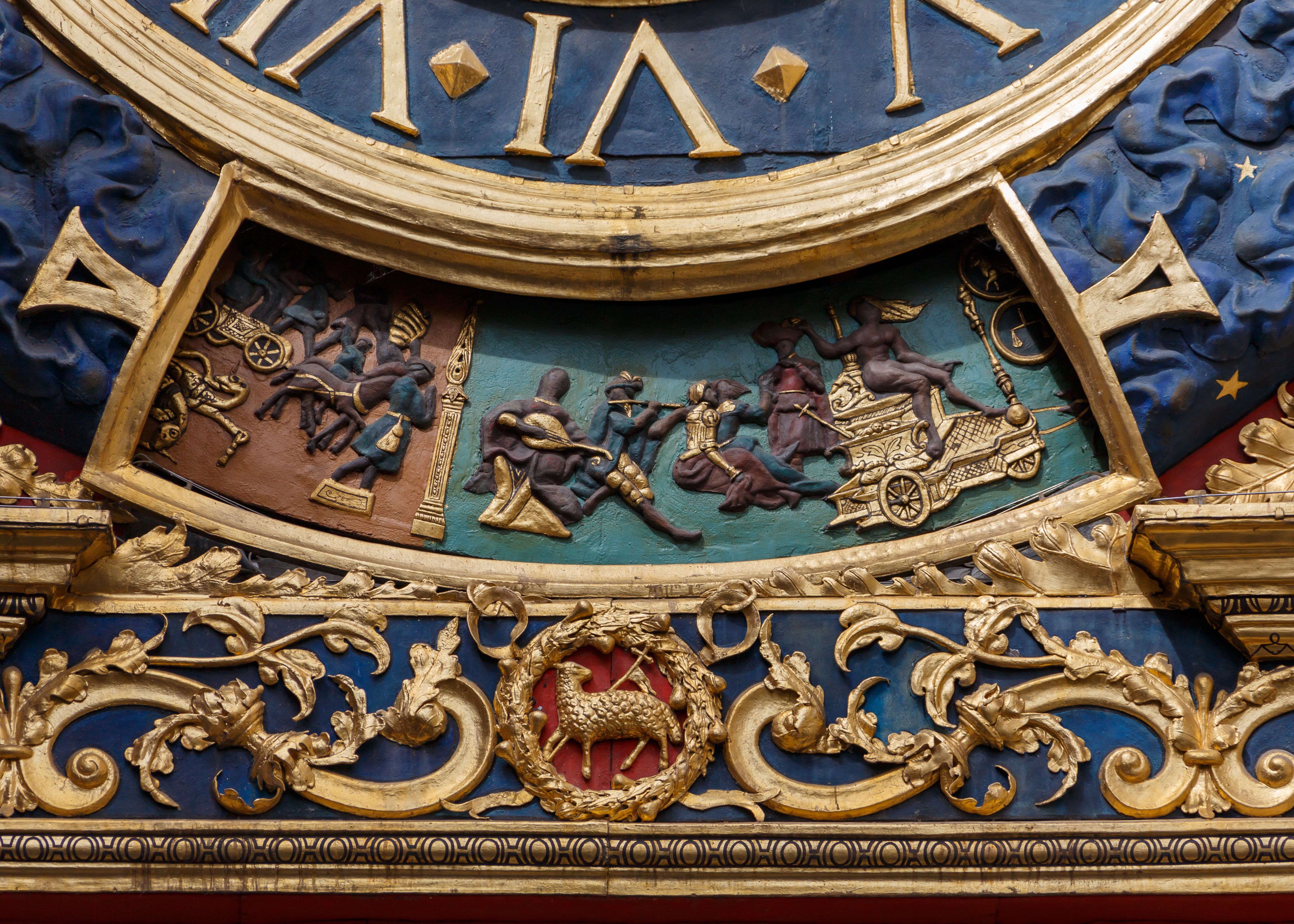
Détail du semainier : vendredi est représenté par Vénus sur un char.

## L'arche

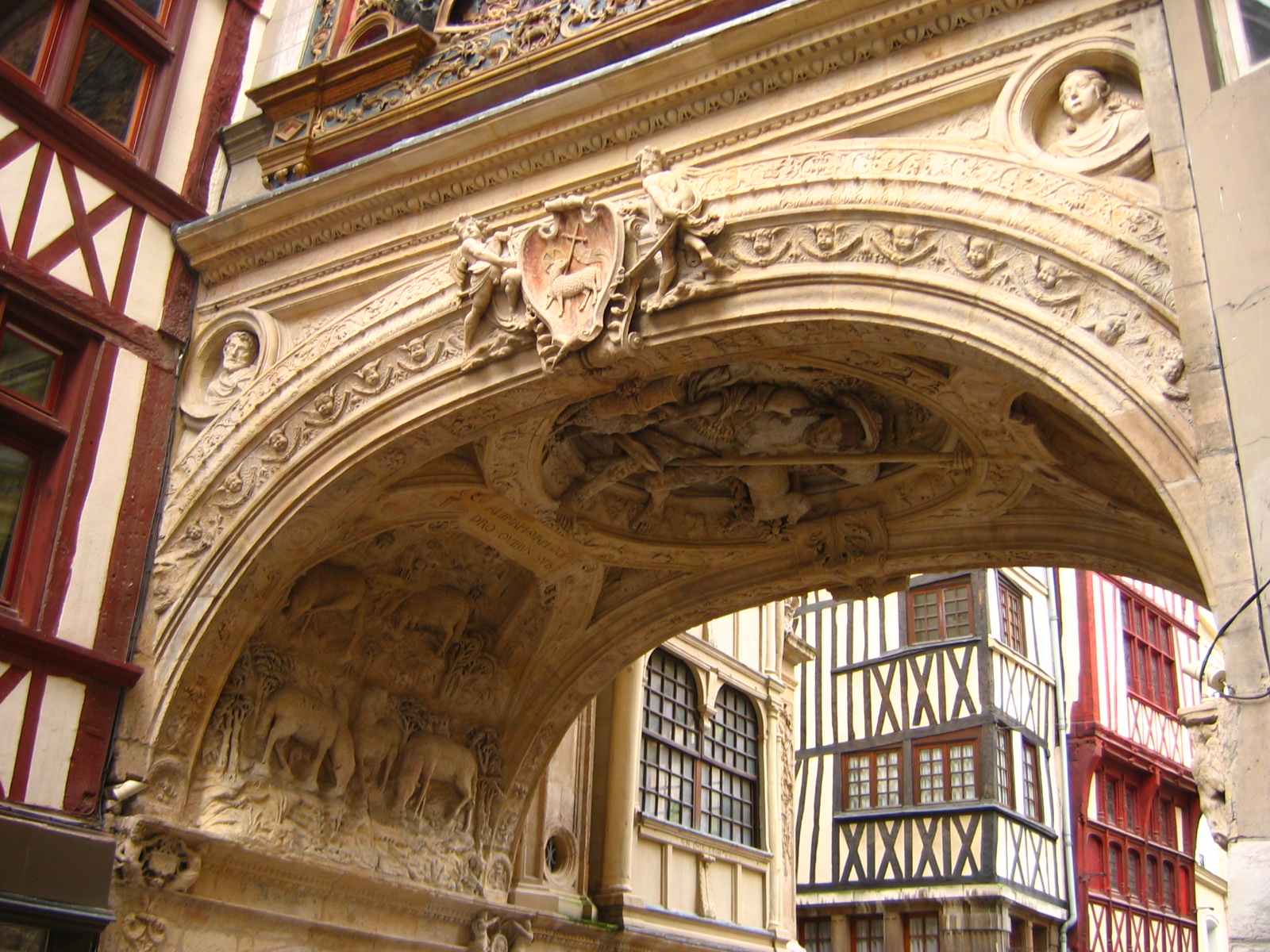
La voussure extérieure est ornée d'une frise de têtes ailées de chérubins dont un angelot à droite a le visage à l'envers. Selon la légende locale, il serait l'œuvre d'un sculpteur mécontent car mal payé.

Ces cadrans d'horloge sont montés sur un pavillon lui aussi de style Renaissance, qui a été édifié entre 1527 et 1529, à une époque où Rouen s'est parée de nombreux édifices dans ce style, et qui enjambe la rue. Il remplace l'ancienne porte Massacre, détruite à cet effet. Ce pavillon est porté par une arche en anse de panier.
Le premier étage est en pierre. Au centre de l'arcade surbaissée, on peut voir les armes de la ville représentant l'agneau pascal qui remplace l'ancien léopard normand, mais le fond rouge, couleur de la Normandie, a été conservé. Le dessous de la voûte, richement sculpté, nous montre notamment le Christ en Bon Pasteur et était polychrome à l'origine. Sur la face droite du Gros-Horloge, des anges sont gravés sur la pierre, dont l'un a la tête positionnée à l'envers, signe du mécontentement des ouvriers lors de la construction de l'horloge.
Les étages supérieurs du pavillon sont en colombage plâtré, où l'on discerne les moulures de pilastres caractéristiques du style Renaissance.
L'ensemble a été restauré en 1892, date à laquelle la toiture est surmontée d'une frise en plomb et d'épis de faîtage dus au ferronnier Ferdinand Marrou.

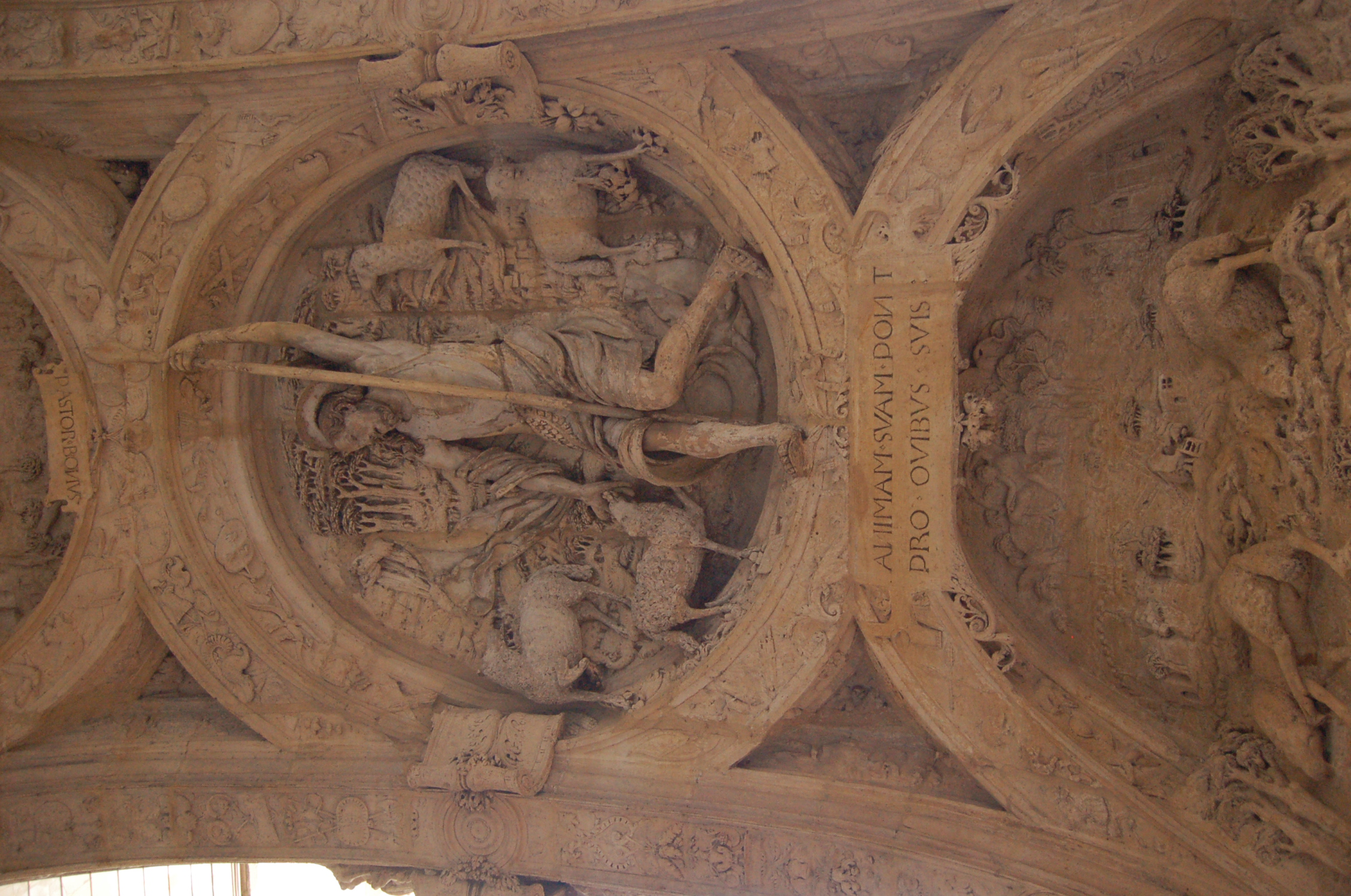
C'est sur le Christ du caisson central que les traces de polychrome sont les mieux conservées.
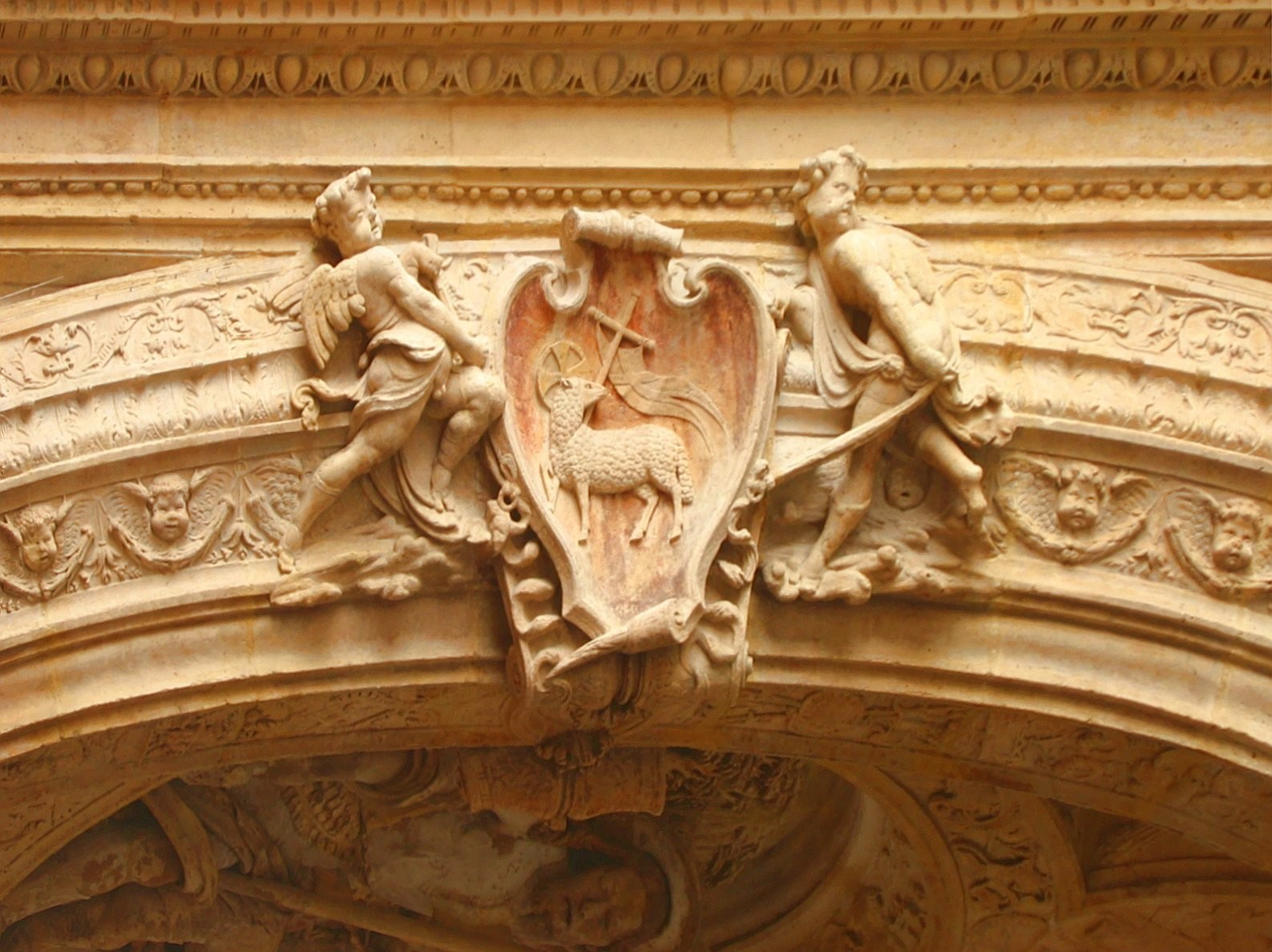
Le blason de Rouen : un agneau portant une croix.

## Les constructions voisines
Au pied du Gros-Horloge, du côté ouest, une fontaine (1734) représente une scène mythologique illustrant les amours du fleuve Alphée et de la nymphe Aréthuse, symbolisées par la figure d'un Cupidon qui vole au-dessus d'eux. Elle a été construite sur l'emplacement d'une autre fontaine du XVe siècle, gothique et de forme pyramidale. Alphée symbolise à la fois la Seine, « le » fleuve, et Aréthuse, la fontaine. On peut y voir également un signe d'allégeance, voire d'amour de la ville pour le roi Louis XV, dont une plaque fixée au bas de l'édifice rappelle la dédicace.
La fontaine fait l’objet d’un classement au titre des monuments historiques depuis 1889. Sur la période 2021-2022, la ville de Rouen a programmé la remise en état de plusieurs de ses fontaines : celle du Gros-Horloge en fait partie.
Au rez-de-chaussée contre le beffroi, une échoppe du XVIe siècle, contemporaine de l'arche, permettait à l'horloger résident (gardien appelé gouverneur et dont la fonction fut maintenue jusqu'en 1970) de faire commerce de différents articles d'horlogerie. À cette échoppe fut ajouté deux étages supplémentaires en 1623, lui valant le nom de loggia. Elle sert aujourd'hui d'entrée au musée.
Au XVIIe siècle, l'échoppe est surélevée de deux étages hébergeant un atelier d'horlogerie plus complet, muni de larges fenêtres donnant sur le cadran est du Gros-Horloge.
En mai 2023, un homme est interpellé pour avoir tagué le monument.
En juillet 2023, après l'effritement de pans de bois causé par un parasite xylophage, la petite vrillette, et pour prévenir le risque d'un décrochage d'une façade située contre le beffroi, un échafaudage est monté en urgence. Des travaux de restauration sont prévus début 2025.

## Le musée du Gros Horloge
Le musée permet de voir l'atelier de l'horloger, les cloches, les poids, les machines, le dôme. Les différentes salles d'exposition sont en relation avec l'édifice et l'histoire de Rouen. La plate-forme supérieure offre un panorama sur les toits de la cité et la cathédrale Notre-Dame. Le musée accueille 30 000 visiteurs par an.

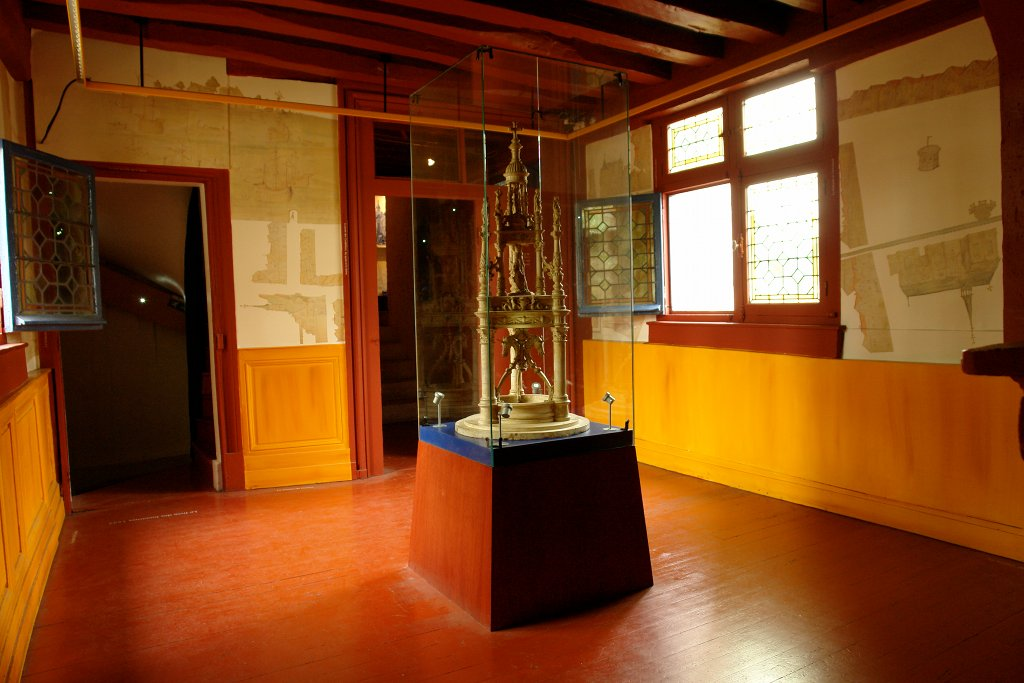
Vue intérieure du musée.

## Philatélie
Deux timbres postaux français représentant le Gros-Horloge ont été émis en 1976 et en 2014.

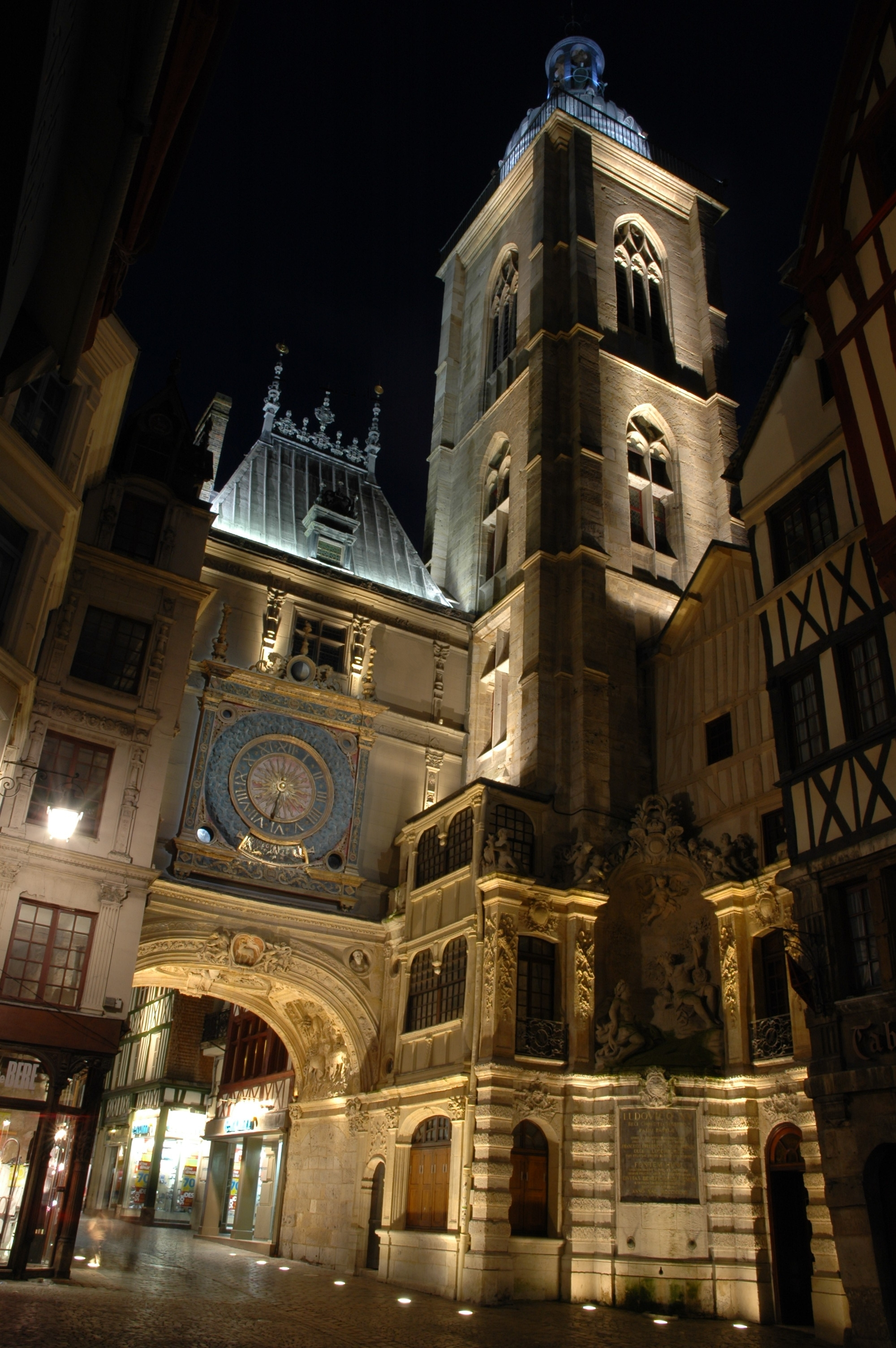
Le Gros-Horloge de nuit.

## Représentations
Le Livre des Fontaines de Jacques Le Lieur, daté de 1526, contient une des plus anciennes représentations graphiques du beffroi et du cadran. Bien qu'approximative et reflétant la vision de l'artiste, elle donne cependant une évocation spatiale du beffroi et de l'horloge avant les travaux de 1527.
Le Gros-Horloge est représenté dans un médaillon de la porte principale de la cathédrale Notre-Dame du Liban à New York.